# Corfe Castle (Ort)
Corfe Castle ist ein Dorf in der Grafschaft Dorset in England. Es liegt am River Corfe bei der Ruine der historischen Burg Corfe Castle.
Der Ort liegt in einem Tal in den Purbeck Hills, inmitten der Isle of Purbeck, sieben Kilometer südöstlich von Wareham und acht Kilometer westlich von Swanage. Es liegt etwa 12 km südwestlich der großen Städte Poole und Bournemouth. Die Hauptstraße A351 von Lytchett Minster via Wareham nach Swanage sowie die als Museumsbahn betriebene Bahnstrecke der Swanage Railway schlängeln sich durch die Lücke in den Hügeln und das Dorfzentrum. In der Nähe von Corfe Castle befinden sich Poole Harbour im Norden, Ballard Down und Old Harry Rocks im Osten und es streckt bis zum Ärmelkanal im Süden. Das Dorf hat 1355 Einwohner (Stand: 2011), von denen 36 % im Ruhestand sind.

## Name
Die Bezeichnung Corfe leitet sich aus dem (Angel)sächsischen Wort für Tal oder Schlucht ab. Corfe Castle kann somit als Talburg oder Burg im Tal übersetzt werden. Der Name wird wohl erstmals um 875 erwähnt, als Alfred der Große eine Befestigung an Corffe’s Gate errichtet.

## Geschichte

### Frühe Besiedlung
Corfe Castle wurde vermutlich schon vor 8000 Jahren von vom Festland aus eingewanderten Europäern besiedelt. Später, gegen 1300 v. Chr., siedelten wahrscheinlich auch die Durotriges, ein keltischer Stamm, im Gebiet von Corfe Castle. Um ca. 50 n. Chr. ließen sich dann Römer bei Corfe Castle nieder, die mit hoher Wahrscheinlichkeit zunächst friedlich mit den Kelten zusammenlebten. Trotzdem schlugen und vertrieben die Römer die Kelten später in der Schlacht bei Maiden Castle.

### Sächsische Besiedlung
Nachdem die Römer sich am Anfang des 5. Jahrhunderts wieder aus Großbritannien zurückgezogen hatten, wurde das Land von Wikingern und den Sachsen angegriffen. Die Sachsen siedelten daraufhin bei Corfe Castle, wurden jedoch über Jahrhunderte hinweg immer wieder von dänischen Wikingerstämmen ausgeplündert. Im Jahr 875 erwirkte der sächsische König Alfred der Große mit Ubba Ragnarsson einen Waffenstillstand, der jedoch zwei Jahre später durch Halfdan Ragnarsson gebrochen wurde. In einer daraus resultierenden Seeschlacht verloren die Dänen etwa 120 Schiffe und zogen sich vorerst zurück. Um vor den Dänen sicher zu sein, ließ Alfred in Corfe Castle eine Befestigung anlegen, aus welcher sich das Corfe Castle entwickelte. Hier wurde am 18. März 978 König Eduard der Märtyrer ermordet, was der Burg und dem Ort weite Bekanntschaft verschaffte.
Im 13. Jahrhundert wurde im Dorf eine große Kirche gebaut. Sie erhielt den Namen St. Edward’s Church, im Gedenken an Edward den Märtyrer.
1646 wurde die Burg im Laufe des Englischen Bürgerkrieges von Sappeuren mit Sprengstoff zerstört, was zum heutigen Aussehen der Burganlage führte. Die örtliche Bevölkerung nutzte dies aus und verwertete die aus der Burg stammenden Steine, Türrahmen usw. für ihre nahe gelegenen Häuser. Bei den Kämpfen wurde auch die St. Edward’s Church beschädigt.
Im Jahr 1831 lebten im Dorf 1712 Einwohner. Die alte St. Edward’s Church musste wegen schlechten Zustandes, mit Ausnahme des Turmes, abgerissen werden. In den Jahren 1859 bis 1860 ersetzte man sie dann durch eine neue Kirche im neugotischen Stil, die von T. H. Wyatt erbaut wurde.

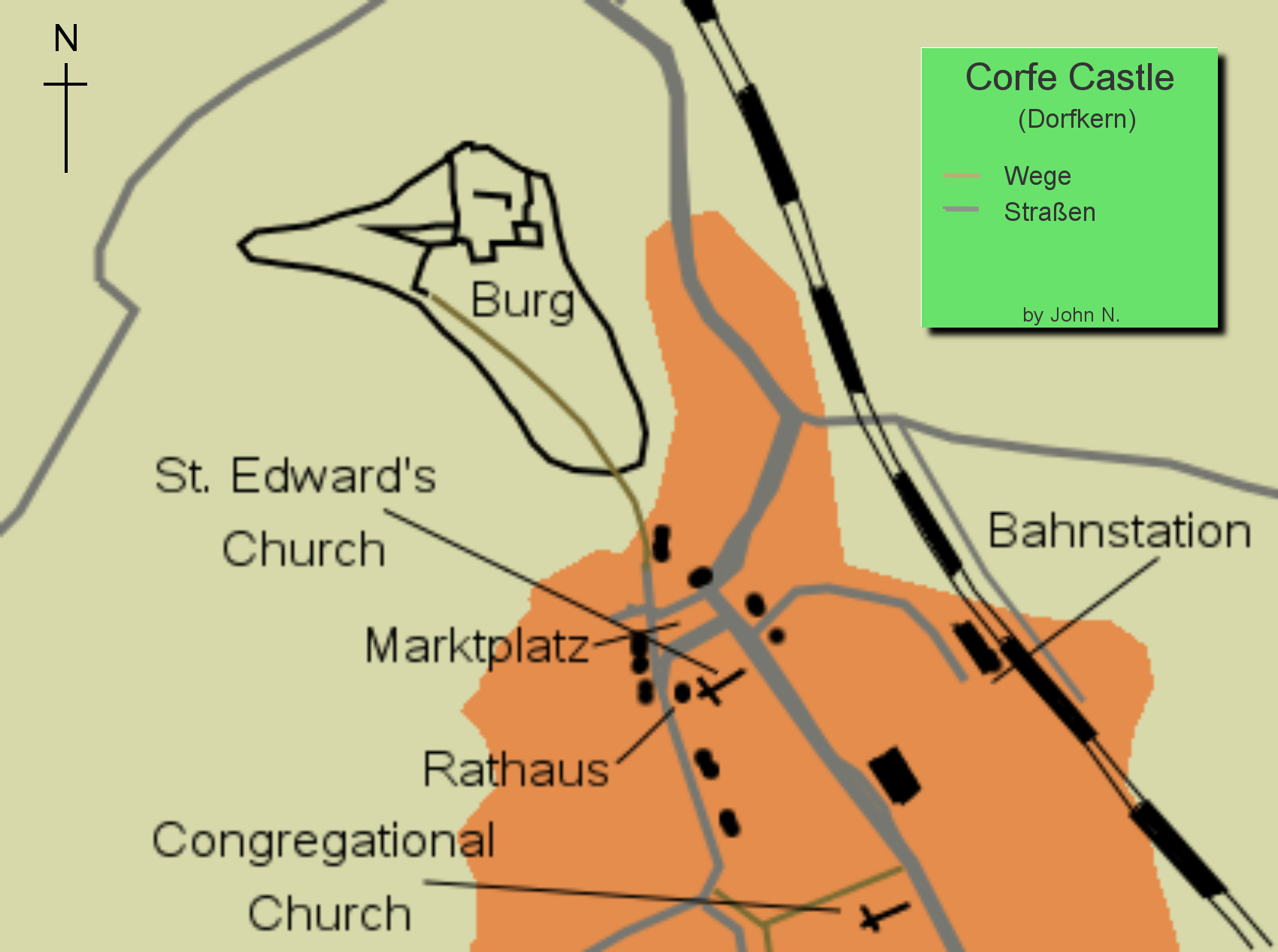
Karte des Dorfkerns von Corfe Castle

Die Burgruine wurde vom letzten Besitzer Henry John Ralph Bankes 1982 an den National Trust verkauft, der sie bis heute verwaltet und auch einen Souvenirladen am Marktplatz betreibt. 2002 zählte die ganzjährig für Touristen zugängliche Burg 167.582 Besucher.
Das Dorf wurde größtenteils aus grauem Kalkstein aus Purbeck erbaut und hat zwei Hauptstraßen, die East und die West Street, die sich am Marktplatz kreuzen. Rund um den Marktplatz, auf dem ein Kreuz zum Gedenken an Königin Victorias Diamantenjubiläum (1897) steht, gibt es eine Ansammlung von mehreren kleinen Läden, Restaurants, Cáfes, Pubs und dem Postbüro. Des Weiteren befinden sich in Corfe Castle in der East Street, eine Bibliothek und auch das Bankes Hotel, das seinen Namen von der Familie Bankes hat.
Die Eisenbahn wurde im Jahre 1885 nach Swanage weitergeführt. Corfe Castle erhielt auch ein Bahnhof. Im Januar 1972 wurde die Swanage Nebenstrecke der Bahn von British Rail geschlossen. Eine Gruppe von lokalen Enthusiasten bildete eine gemeinnützige Organisation zur Erhaltung der Eisenbahnlinie, mit Dampf- und Diesellokomotiven. Im Mai 1972 wurde die Gesellschaft Swanage Railway gebildet. Corfe Castle Bahnhof ist in diesem Projekt auch eingeschlossen und wird heute noch bedient.
Am Marktplatz von Corfe Castle steht außerdem das Corfe Model Village mit einer Nachbildung der Burg und des Dorfes vor der Zerstörung in einem Maßstab von 1:20. Es wurde von 1964 bis 1966 von Eddie Holland erstellt. Im am Marktplatz befindlichen Rathaus kann zudem ein Museum, das die Geschichte der Gegend behandelt (unter anderem Funde zu Themen der Erdgeschichte), besucht werden. Eine weitere Sehenswürdigkeit stellt die St. Edward’s Church, die aus den Steinen der Burg erbaut ist und sechs Glocken beinhaltet, dar.
Die Haupteinfahrtsstraße nach Corfe Castle ist die East Street, die von Norden aus Wareham und im Süden aus der Richtung Swanage angefahren werden kann. Das Gebiet, das zwischen den beiden großen Straßen liegt, wird „the Halves“ genannt.
Im Jahr 2001 hatte das Dorf Corfe Castle 1.429 Einwohner, von denen 36 % im Ruhestand waren.
Das Dorf war für längere Zeit der Wohnsitz des Komponisten Kaikhosru Shapurji Sorabji (* 1892; † 1988).

## Sehenswürdigkeiten

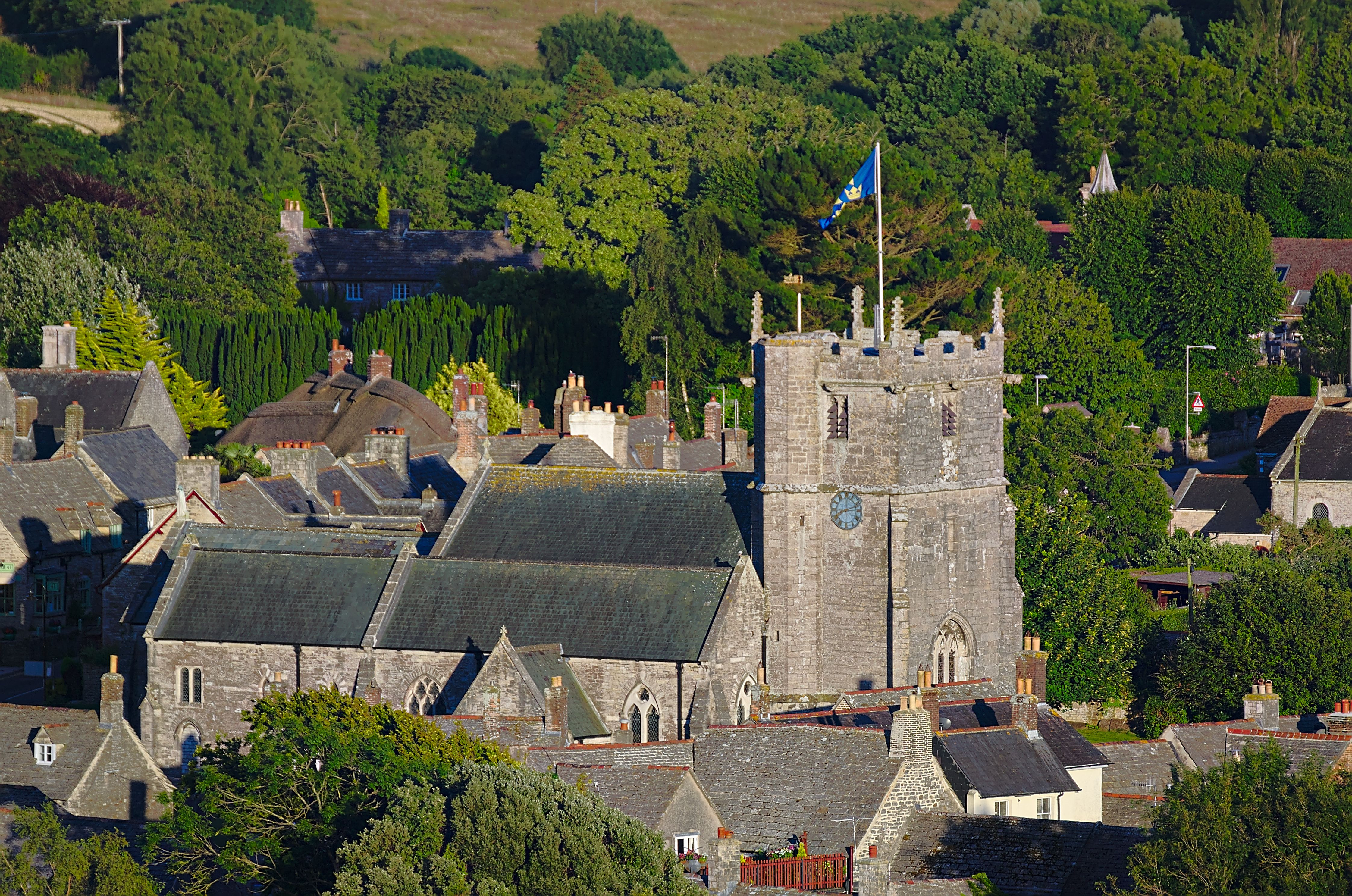
Die Kirche des Heiligen Eduard

Neben der namengebenden Burgruine Corfe Castle gibt es in Corfe Castle auch die Pfarrkirche des Ortes, die dem König und Heiligen Eduard dem Märtyrer geweiht ist. Sie befindet sich in der Ortsmitte Corfes. Ihr Turm stammt vom ursprünglichen Kirchengebäude aus dem 13. Jahrhundert, das übrige Bauwerk wurde nach einem Abriss von 1859 bis 1860 neu errichtet. Der Überlieferung nach wurde der Leichnam Eduards nach seiner Ermordung zu einem Anwesen gebracht, welches sich an der Stelle der heutigen Kirche befand.

## Bildung
In der East Street befindet sich die 1895 erbaute gemischte Grundschule von Corfe Castle. Sie wurde 1964 ausgebaut und um zwei Klassenräume erweitert. 1995 feierte die Schule ihr 100-jähriges Jubiläum.
Es kommen jedes Jahr zwischen 60 und 85 neue Schüler hinzu. Jeder Jahrgang ist in drei Klassen geteilt. Mit ca. neun Jahren verlassen die Kinder die Schule und besuchen weiter entferntere Mittelschulen, beispielsweise in Swanage.